# Cantonul Carbon-Blanc
Cantonul Carbon-Blanc este un canton din arondismentul Bordeaux, departamentul Gironde, regiunea Aquitania, Franța.

## Comune
- Ambarès-et-Lagrave
- Carbon-Blanc (reședință)
- Sainte-Eulalie
- Saint-Loubès
- Saint-Sulpice-et-Cameyrac
- Saint-Vincent-de-Paul